# 詹姆斯·金 (技术分析师)
詹姆斯·金（英語：James Kim，1971年8月9日—2006年12月4日），韩裔美国技术分析师，员工，因为2006年11月底与其家人在俄勒冈州失踪而引起全美各大媒体的广泛关注，后来其家人获救，詹姆斯·金遇难。整个过程CNN、福克斯新闻和美国广播公司等都进行了全方位转播报道。詹姆斯·金在生命最后关头的奋勇解救家人的举动，感动了很多人，在12月7日的新闻发布会上，两名警方发言人都因哽噎而无法说话。

## 生平
2006年11月25日，詹姆斯·金和其夫人凯蒂·金（Kati Kim）以及两个女儿（一个4岁，一个7个月）开车在俄勒冈州暴风雪中失踪。为寻找詹姆斯·金一家，俄勒冈州警方出动大批警力搜索，甚至动用了人造卫星进行搜索。
12月4日，搜救人员发现了在车里的詹姆斯·金的家人。两天后，人们找到了詹姆斯·金的遗体，他是为了寻找救援而独自离开车辆而被冻死的。虽然他遇难地点离车辆只有1公里远，但根据足迹判断，他在冰天雪地中兜起了圈子，步行了13公里。而他的尸体被发现时全身赤裸，原来他不顾严寒脱掉身上的衣服作为救援标记，以使救援者可以找到他的妻女。美国媒体因此称赞他对家人有着“超人”般的爱。